# Carnevale di Fiume

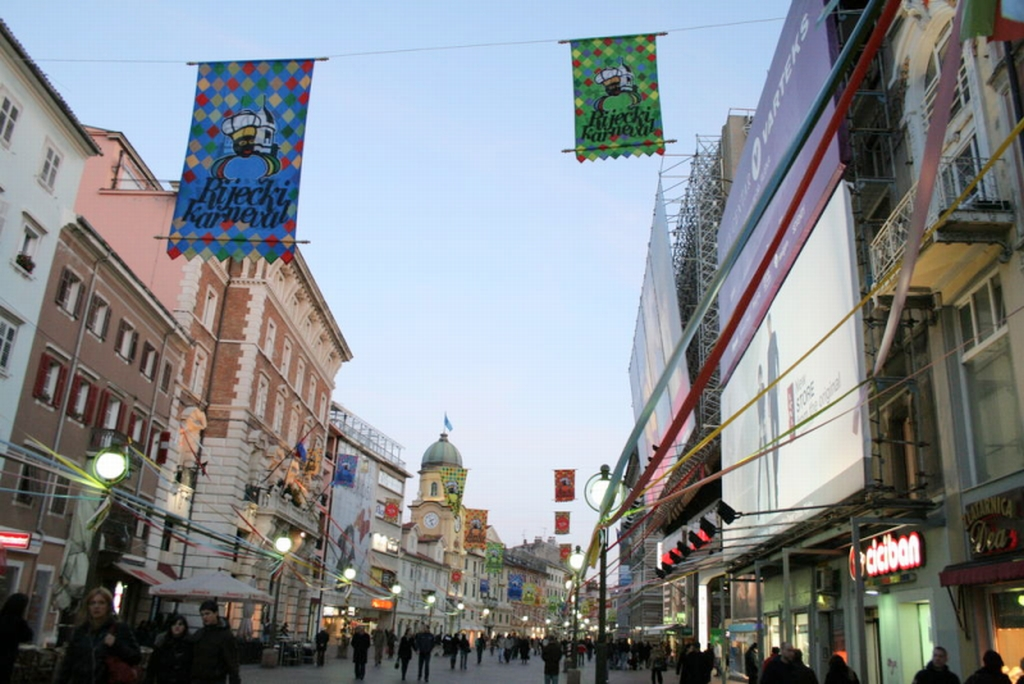
Il carnevale di Fiume del 2008

Il carnevale di Fiume (in croato Riječki karneval) è una manifestazione organizzata ogni anno tra la fine di gennaio e gli inizi di marzo (prima della quaresima) a Fiume, in Croazia.
Istituito nel 1982, è diventato uno dei più grandi e frequentati carnevali della Croazia, trasmesso in diretta dalle televisioni nazionali.

## Storia

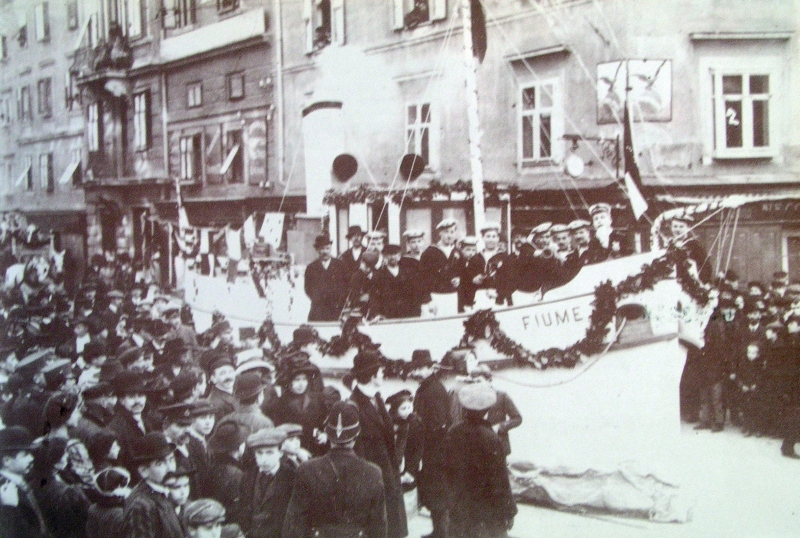
Carnevale a Fiume all'inizio del XX secolo

Già nel XIX secolo, sotto l'Impero austro-ungarico, il carnevale era celebrato a Fiume con sfilate e balli in maschera, alla presenza degli aristocratici dell'Austria-Ungheria e la nobiltà europea.
La rinascita moderna del carnevale fiumano iniziò nel 1982, grazie alla partecipazione di solo tre gruppi: "Lako ćemo", "Pehinarski feštari" e "Halubajski zvončari". Da allora, questi tre gruppi hanno partecipato a tutte le edizioni del carnevale.
L'edizione più grande fu quella del 2001, con la partecipazione alla sfilata di 144 gruppi. A causa delle restrizioni sul numero dei partecipanti in ogni gruppo, il carnevale del 2008 ebbe solo 99 gruppi, ma vi furono ugualmente oltre 150.000 spettatori.

## Eventi

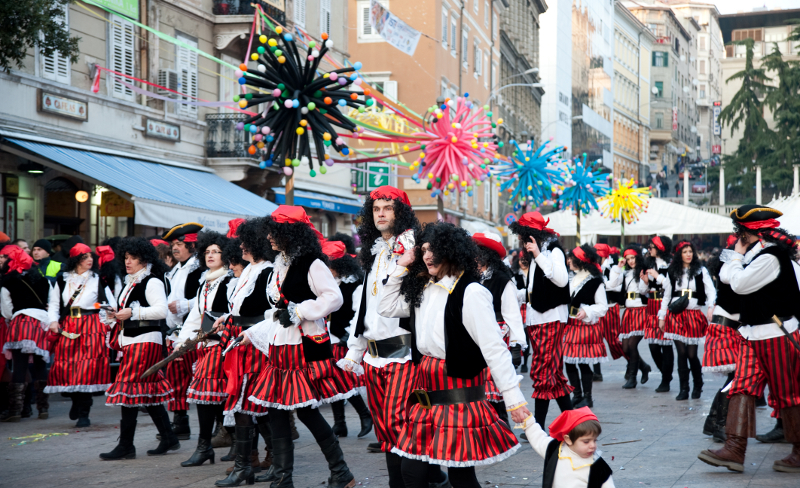
Carnevale 2010

Ogni anno vengono organizzati numerosi eventi che precedono il carnevale.
In primo luogo il sindaco di Fiume consegna simbolicamente la chiave della città al maestro Toni (meštar Toni), il "maestro del carnevale" che diventa "sindaco" della città durante l'evento. Lo stesso giorno avviene l'elezione della regina del carnevale.
Nei giorni precedenti la grande sfilata, in tutte le città nei dintorni di Fiume vengono organizzati eventi locali, a cui partecipano la regina e il maestro Toni.
Inoltre, viene organizzato un ballo di beneficenza presso il palazzo del governatore a Fiume, a cui partecipano politici, ambasciatori, sportivi e personaggi famosi.

## Sfilata

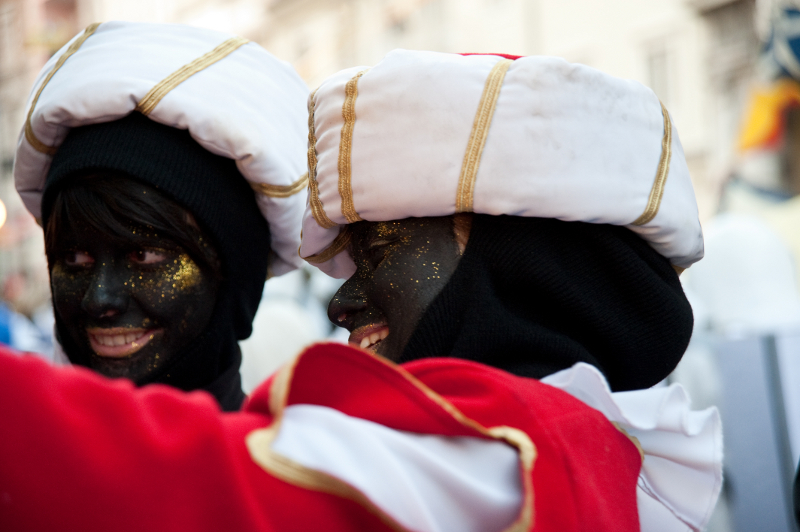
Il Moretto fiumano (Morčić) è il simbolo della città e del carnevale di Fiume

La grande sfilata cittadina è organizzata l'ultima domenica precedente il mercoledì delle ceneri.
La parata inizia verso mezzogiorno, quando il vero sindaco di Fiume, la regina del carnevale e il maestro Toni danno il via alla festa.
Il percorso prevede numerose fermate, per permettere la presentazione e l'esibizione dei gruppi, mentre il palco principale è situato di fronte al municipio, dove il sindaco, la regina e maestro Toni salutano i partecipanti dei gruppi. Di solito, la regina abbandona il proprio trono solo quando sfila il gruppo a cui appartiene originariamente.
Gli spettatori, che in caso di bel tempo possono superare il numero di 100.000, assistono alla sfilata lungo i bordi del percorso.
Uno dei costumi tipici è quello del Moretto fiumano (Morčić), dal 1991 simbolo e maschera ufficiale della città, che apre la sfilata.

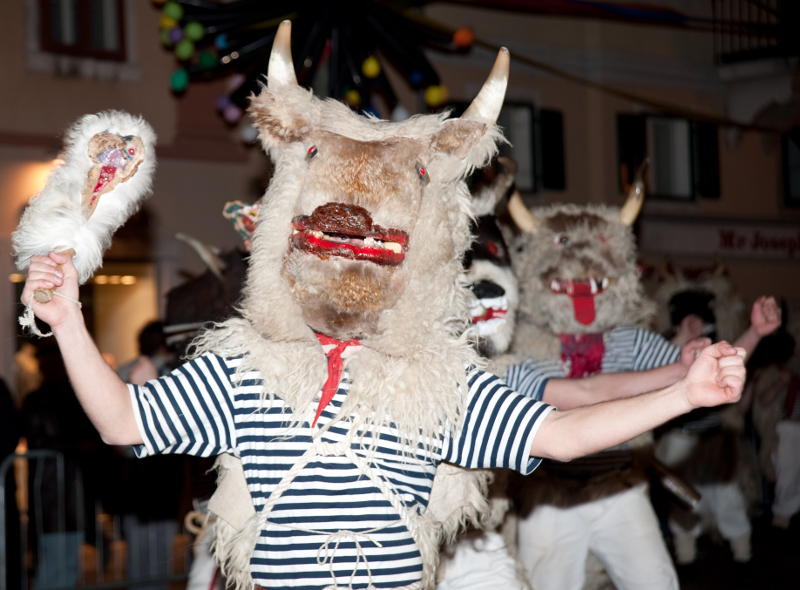
Scampanatori di Halubje (Halubajski zvončari)

Tradizionalmente, l'ultimo gruppo a sfilare è quello degli scampanatori di Halubje (Halubajski zvončari), che chiudono la parata tra le 20:00 e le 21:00 della sera.
La parata non segna la fine del carnevale. Nella stessa serata, infatti, vi è un evento chiamato "incendio del Pust", che si svolge nel porto di Fiume. Pust è un burattino, a cui viene affibbiato ogni anno un nome satirico (molto spesso riferito a qualche politico) e che viene accusato di tutte le malefatte accadute nell'anno precedente: prima di essere portato a mare, vengono lette tutte le incriminazioni e qualcuno legge tutti i peccati commessi dal burattino, che viene poi caricato su una barca e bruciato sul mare. Questa tradizione si svolge anche in tutti i paesi intorno a Fiume, ma di solito si svolge il martedì grasso o il mercoledì delle ceneri.
Negli ultimi anni vengono organizzati, anche nei giorni che precedono la sfilata di carnevale, numerose feste in vari luoghi e quartieri di Fiume: uno dei più conosciuti si svolge sul Corso (Korzo), la strada principale della città.

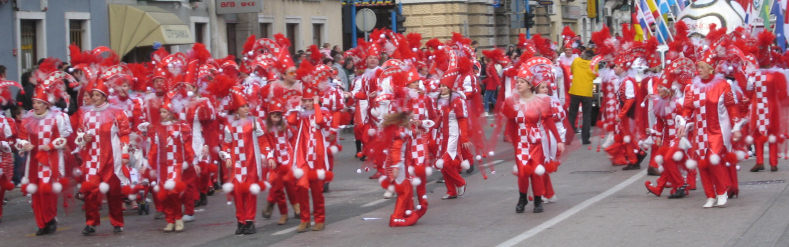
Un gruppo alla sfilata del 2006